# 1985 год в истории метрополитена
В этой статье перечисляются основные  события из истории метрополитенов в 1985 году. Полужирным шрифтом выделены открытия новых транспортных систем.

## События
- Прекращена эксплуатация дополнительной боковой платформы на станции «Гидропарк» Киевского метрополитена.
- 15 июля — открыт Пусанский метрополитен.
- 7 сентября — открыты станции Горьковско-Замоскворецкой линии Московского метрополитена: Домодедовская и Красногвардейская.
- 9 сентября — открытие на линии Хёксин Пхеньянского метрополитена станций «Конгук» и «Кванбок» с депо «Кванбок».
- 27 сентября — открытие участка Porscheplatz — Viehofer Platz — Schützenbahn Эссенского метрополитена.
- 2 ноября — открыта первая очередь линии B Пражского метрополитена, содержащая станции: «Смиховске надражи», «Московская» (ныне «Андел»), «Карлово намести», «Народни тршида», «Мустек», «Намести Републики», «Флоренц».
- 6 ноября — продление Серпуховской линии от станции Южная до станции Пражская.
- 9 ноября — открыта станция Тбилисского метрополитена «Варкетили».
- 16 ноября — открыта станция Тбилисского метрополитена «ТЭМКА» (ныне «Гурамишвили»).
- 20 ноября — открылась первая очередь Горьковского метрополитена, содержащая станции: «Московская», «Чкаловская», «Ленинская», «Заречная», «Двигатель Революции», «Пролетарская».
- 28 ноября — на действующем участке открыта станция Тбилисского метрополитена «Грмагеле».
- 11 декабря — введена в эксплуатацию первая линия Ванкуверского лёгкого метро.
- 26 декабря — открыты станция Ереванского метрополитена «Шенгавит» и одноимённое депо.
- 30 декабря — открыта первая очередь Правобережной линии Ленинградского метрополитена, содержащая станции: «Площадь Александра Невского-2», «Красногвардейская» (ныне — «Новочеркасская»), «Ладожская», «Проспект Большевиков». С этого момента в городе на Неве 48 станций.
- 31 декабря — открыты станции Бакинского метрополитена: «Элмляр академиясы», «Иншаатчылар», «Площадь 11-й Красной армии» (ныне «20 Январ»), «Мемар Аджеми».